# 'Amr ibn Hind
'Amr ibn Hind b. al-Mundhir b. Imru' l-Qays (... – 569) è stato un sovrano arabo che regnò tra il 554 e il 569.
Fu re dei Lakhmidi, antica dinastia araba della Mesopotamia meridionale, dal 554 al 569 d.C. Fu ucciso dal poeta arabo 'Amr ibn Kulthum.
Era il figlio del grande al-Mundhir III ibn al-Nuʿmān (502-554), e salì al trono dopo la morte di suo padre. Fu nominato governatore di Anatha da suo padre, che lo mandò anche ai confini dello Yemen dove, nel 552 d.C., si scontrò con le forze di Abraha con poca fortuna. Gli succedette il fratello Qābūs b. al-Mundhir (569-573).
Alla sua corte operarono tre dei principali poeti arabi dell'epoca: al-Mutalammis, Ṭarafa b. al-ʿAbd e Aws ibn Hajar.